# Marguerite Canal

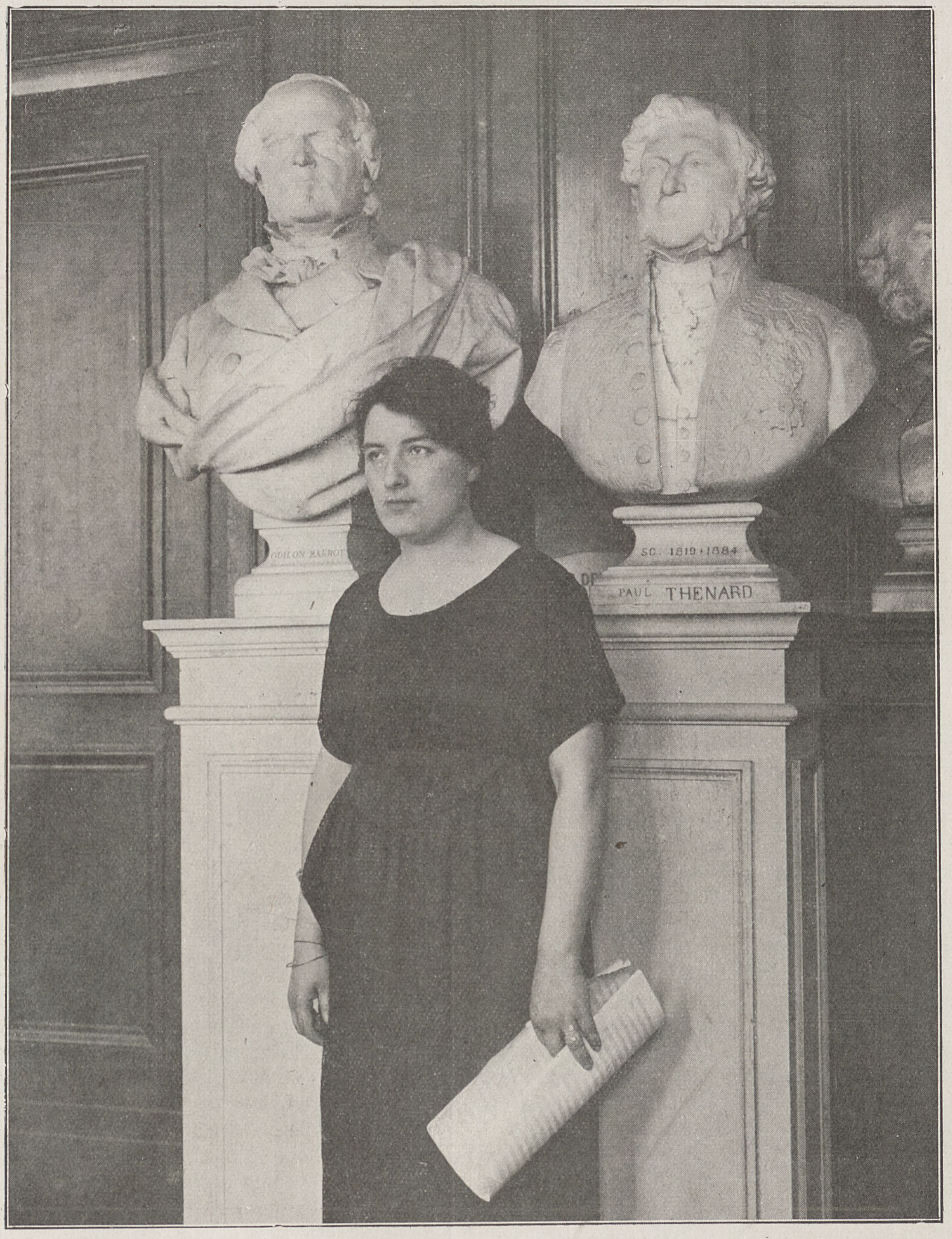
Marguerite Canal (1920)

Marie-Marguerite-Denise Canal (* 29. Januar 1890 in Toulouse; † 27. Januar 1978 in Cépet) war eine französische Komponistin und Hochschullehrerin.

## Leben
Canal studierte ab 1903 am  Conservatoire de Paris, wo sie Schülerin von Paul Vidal war. 1917/18 leitete sie im Palais du Trocadéro, dann im Palais de Glace Konzerte zugunsten Kriegsverwundeter und gilt als erste Frau in Frankreich, die als Dirigentin eines großen Orchesters auftrat. Sie erhielt beim ersten Wettbewerb um den Prix de Rome 1919 den Ersten Second Grand Prix und wurde noch im selben Jahr zur Professorin am Conservatoire de Paris im Fach Solfège ernannt. 1920 gewann sie mit der dramatischen Szene Don Juan den Premier Grand Prix. Nach dem mit dem Preis verbundenen Aufenthalt in der Villa Medici in Rom kehrte sie nach Paris zurück und lehrte von 1932 bis zu ihrer Emeritierung am Conservatoire de Paris.

## Schaffen
Canal komponierte neben Orchesterwerken und Kammermusik mehr als einhundert Lieder u. a. nach Texten von Charles Baudelaire, Marceline Desbordes-Valmore, Paul Verlaine und Edmond Haraucourt. Die Orchestrierung ihrer großen Oper Tlass Atka (1922) nach dem Roman Burning Daylight (Lockruf des Goldes) von Jack London blieb unvollendet.

## Werke (Auswahl)
- La tête de Kenwarc'h für Stimme und Orchester (1914/1924)
- Idylle für Violine oder Violoncello und Klavier (1919)
- Lied für Violine oder Violoncello und Klavier (1919)
- Don Juan, sinfonisches Poem (1920)
- Arabesque für Klavier (1921), für Orchester (1924)
- Tlass Atka, Oper (1922, unvollendet)
- La Flûte de Jade für Orchester (1922)
- Sonate für Klavier und Violine (1922)
- Chanson pour Namy für Orchester (1924)
- Spleen für Cello und Streichquintett (1926)
- Esquisses méditerranéennes für Klavier (1930)
- Pages enfantines für Klavier (1931)
- 3 Pièces romantiques für Klavier (1931)
- Thème et variations für Oboe und Klavier (1936)

- Lieder:
  - nach Charles Baudelaire: Bien loin d’ici (1940), Madrigal triste, Recueillement (1941)
  - nach Marceline Desbordes-Valmore: Amour partout (1948), Dormeuse, Fileuse, Pour endormir l’enfant
  - nach Paul Verlaine: Sagesse (1931)
  - nach Albert Samain: Au Jardin de l'Infante (1921), Musique
  - nach Paul Fort: Chanson de l'Aube, L'Amour marin (1947), Le Bonheur est dans le pré (1928), Le Regard éternel
  - nach Charles Leconte de Lisle: 6 Chansons écossaises
  - nach Edmond Haraucourt: Le Miroir, Romance
  - nach eigenen Texten: Amours tristes (1939)

## Diskographie
- Marguerite Canal: Lieder. Songs. Melodies. Sonate für Violine & Piano. Dominique Longuet (Bariton), Andreas Lucke (Violine), Barbara Sarlangue-Laumeister (Piano). Cavalli-Records 2004
- Canal – Ravel: Sonates pour violon et piano. Guillaume Chilemme (Violine), Nathanaël Gouin (Piano). Maguelone Music 2015.
- Sophia Vaillant: Clara Schumann, Frédéric Chopin, Marguerite Canal. Mit: 3 pièces romantiques. Sophia Vaillant (Piano) 2018.